# Häste-Sömtjärnen
Häste-Sömtjärnen är en sjö i Norbergs kommun i Västmanland och ingår i Dalälvens huvudavrinningsområde.